# Salasco
Salasco est une commune de la province de Verceil dans le Piémont en Italie.

## Administration
| Période                                  | Période  | Identité            | Étiquette | Qualité |
| ---------------------------------------- | -------- | ------------------- | --------- | ------- |
| 14 juin 2004                             | En cours | Roberto Campominosi |           |         |
| Les données manquantes sont à compléter. |          |                     |           |         |

### Hameaux
Selve

### Communes limitrophes
Crova, Lignana, Sali Vercellese, San Germano Vercellese, Verceil